# Energia eólica em Portugal

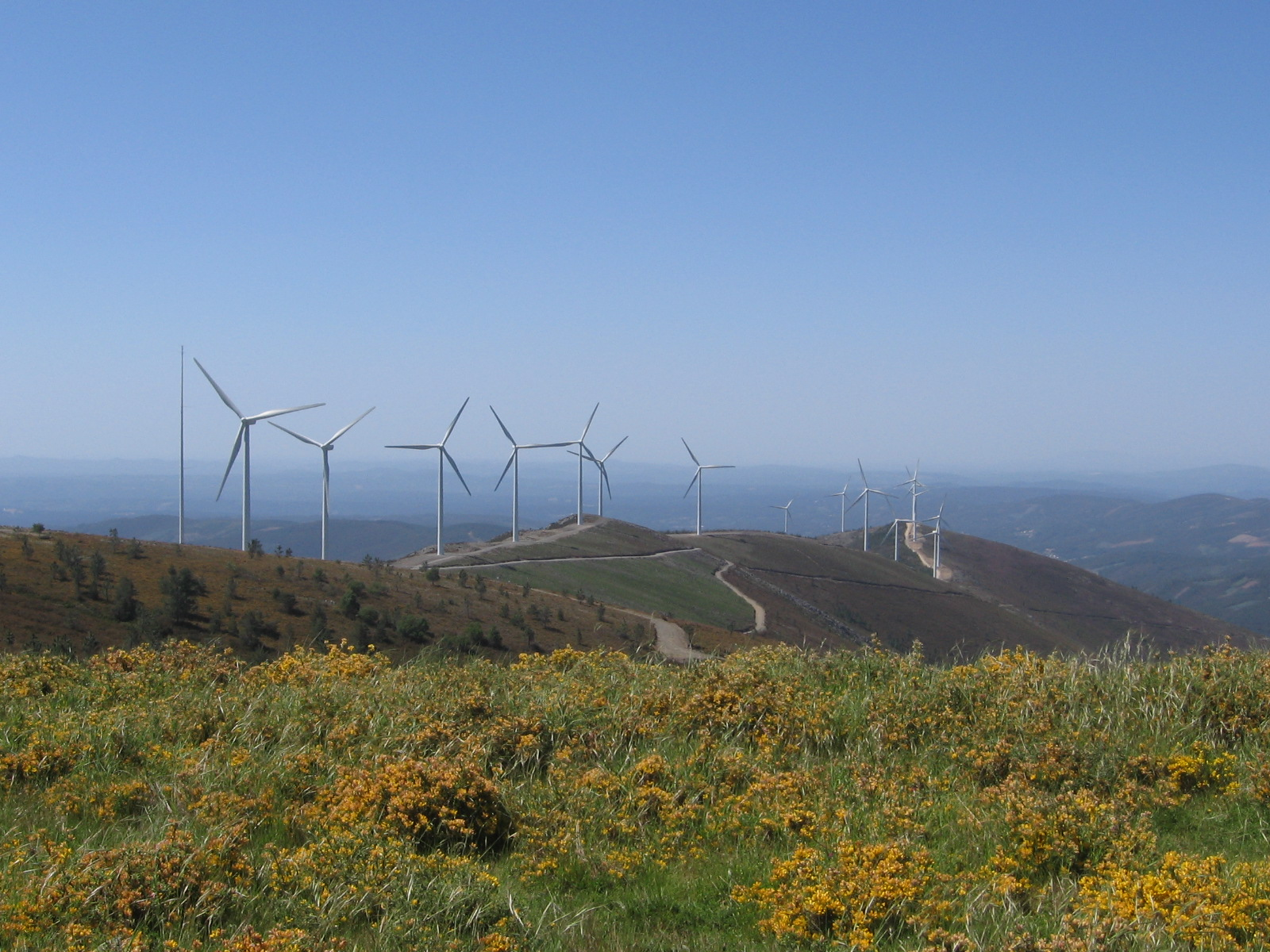
Parque eólico na serra da Lousã

Capacidade instalada e produção de energia eólica em Portugal

A energia eólica em Portugal começou a ser aproveitada no país para geração de energia elétrica em 1986, quando foi construído o primeiro parque eólico do país, na ilha do Porto Santo, no arquipélago da Madeira. Seguiram-se-lhe o Parque Eólico do Figueiral, na ilha de Santa Maria, nos Açores (1988) e, em Portugal Continental, o Parque Eólico de Sines (1992).

## 2001
Em 2001, a potência eólica instalada era de 114 MW, distribuída por 16 parques com um total de 173 aerogeradores.

## 2004
Em 2004, já existiam 441 aerogeradores espalhados por 71 parques, que representavam uma potência de 537 MW.

## 2007
No fim de 2007, Portugal era o décimo produtor mundial de energia eólica em termos absolutos, e o quarto em termos relativos, tendo em conta a sua área e população. Segundo o relatório de 2007 do Global Wind Energy Council (GWEC), Portugal tinha uma capacidade instalada de 2 150 megawatts (MW), o que representa 2,3% do mercado mundial.

## 2008
Em 2008 produziam 4 por cento do consumo final de electricidade.
Portugal possuía 1 427 aerogeradores no final de Agosto de 2008, representando uma potência eólica instalada de 2 672 megawatts (MW) distribuída por 164 parques eólicos.

## 2009
No final de Agosto, a energia produzida tinha uma potência instalada de 3 430 MW, distribuída por 191 parques, com um total de 1 826 aerogeradores.
Por cada 100 Watt de electricidade consumidos em 2009, 15,03 Watt vieram do vento, um valor que eleva o país do terceiro para o segundo lugar mundial no contributo de energia eólica, atrás da Dinamarca e à frente da Espanha.

## 2010
Em Fevereiro de 2010 Portugal ocupa o sexto lugar no ranking europeu e o nono no mundial de potência instalada com 3 535 megawatts (MW).
Em 2010, produziram-se em Portugal cerca de 9 025 gigawatts de energia eólica, mais 20 por cento que em 2009. Este valor representa 17 por cento do consumo anual (em cada hora de consumo 10 minutos resultam de produção eólica).
A Alemanha e a Espanha lideram a potência instalada europeia, com 25 104 e 19 149 MW, sendo o total da União Europeia de 74 767 MW.
A nível mundial, os 3 535 MW de potência cumulativa portuguesa representam 2,2 por cento do total, numa tabela liderada pelos Estados Unidos com 22,3 por cento (35 159 MW), seguidos pela China (25 777 MW, 16,3%).

## 2011
Em 2011, Portugal tem 206 parques eólicos a potência eólica instalada era de 4000MW, ou seja o necessário para produzir cerca de 15% da electricidade consumida em Portugal.

## 2012
Em 2012, Portugal está na décima posição a nível mundial, com 4398 MW de potência instalada. Em 2012, a energia de origem eólica abasteceu mais de 20% do consumo elétrico do país.

## 2013
Em 2013, Portugal tinha quase 2.500 aerogeradores espalhados por zonas montanhosas e costeiras produzindo cerca de um quinto da eletricidade consumida.
Em termos geográficos, Viseu é o distrito líder no que se refere à produção de energia elétrica a partir do vento, com quase um quinto da capacidade instalada (934MW), seguido por Coimbra (599 MW) e Vila Real (589 MW).
O Alentejo é a região do país onde existem menos condições para o investimento.
Depois de terem mudado a paisagem em terra, realizam-se testes sobre a viabilidade do investimento em parques eólicos no mar, estando já em pleno funcionamento a primeira eólica 'offshore', o WindFloat, ao largo da costa portuguesa, perto da Aguçadoura (Póvoa de Varzim), um projeto liderado pela EDP.
Portugal ocupava no final de 2013 a sétima posição na produção eólica na Europa, com os 4.730 MW de potência instalada, um ranking que é liderado pela Alemanha, que tem uma capacidade sete vezes superior (33.730MW).

## 2017
Em 2017, dos 20.758 megawatts de capacidade instalada de produção de eletricidade a parcela relativa à energia eólica é de 5.313 megawatts.

## 2018
Em 2018 estão instalados nas centrais eólicas 5150 MW, que em média abastecem cerca de 25% do consumo nacional.

## 2019
O Sistema Elétrico Nacional registou, no dia 23 de janeiro de 2019, o máximo histórico de produção eólica diária com 101,9 GWh, acima dos 99,6 GWh do anterior máximo de 11 de março de 2018.
A produção eólica verificada correspondeu a 61% do consumo diário (167 GWh), colocando Portugal à frente da Europa em share de energia desta origem. Cerca de 13% (24 GWH) da produção nacional foi destinada a exportação.
Este foi também um dia de recorde em Espanha, com a produção eólica a atingir os 367.697 MWh, um incremento de 0,6% face ao anterior máximo histórico, representando 43,2% do consumo diário em Espanha.
Em 1 de fevereiro o sistema nacional conseguiu produzir 102,8 GWh. No dia 22 de novembro a produção de energia eólica chegou aos 103,1 gigawatts hora (GWh).

## 2021
Dos 59% do consumo de electricidade abastecido por produção de energia de fontes renováveis em 2021, 26% correspondem a energia eólica.
Em 2021, Portugal tinha 5 248 MW em energia eólica instalada, sendo o 18º maior país do mundo no setor.